# Destriero Scafusia
Il Destriero Scafusia è un modello di orologio da polso prodotto dalla International Watch Company. Fa parte degli orologi "complicati", ovvero degli orologi multifunzione.
Sul quadrante del Destriero, infatti, ci sono indicazioni e funzioni diverse per un totale di 21. La funzione più distintiva si trova alle ore 12 ed è costituita dalle fasi lunari. Adotta inoltre il sistema Tourbillon.
L'orologio è inoltre dotato di una suoneria a due tonalità, la quale scandisce le ore, i quarti d'ora e i minuti.
I materiali utilizzati per la costruzione di questo orologio sono oro bianco e oro giallo.
L'orologio Destriero Scafusia fu realizzato in occasione del 125º anniversario della azienda nella località di Sciaffusa, in Svizzera.